# Pavel Kochetkov
Pavel Kochetkov est un coureur cycliste professionnel russe, né le 7 mars 1986 à Kamensk-Ouralski, membre de l'équipe Gazprom-RusVelo.

## Biographie
Fin 2015, il prolonge son contrat avec la formation russe Katusha.
Au mois d'octobre 2016, il renouvelle son contrat avec l'équipe Katusha.

## Palmarès
- 2007
  - 4e étape du Tour des régions italiennes
  - Circuito Internazionale di Caneva
  - 3e du Grand Prix de Poggiana
- 2008
  - Trophée Marco Rusconi
  - 3e du Grand Prix de Poggiana
  - 3e du Trofeo Alcide Degasperi
  - 3e du Trofeo Salvatore Morucci
- 2009
  - Trofeo Alcide Degasperi
  - Freccia dei Vini
  - Gran Premio Inda
  - 2e du Tour du Frioul-Vénétie julienne
  - 2e de la Coppa della Pace
- 2011
  - 2e étape du Tour des Pays de Savoie
  - 1re étape du Tour de Bulgarie
- 2012
  - 3e étape du Circuit des Ardennes (contre-la-montre par équipes)
  - 2e du Mémorial Oleg Dyachenko
  - 2e du Czech Cycling Tour
  - 3e du Miskolc GP
- 2015
  - 3e du Tour d'Almaty
- 2016
  -  Champion de Russie sur route

## Résultats sur les grands tours

### Tour de France
1 participation
- 2018 : 61e

### Tour d'Italie
4 participations
- 2015 : 37e
- 2016 : 32e
- 2017 : abandon (4e étape)
- 2020 : abandon (9e étape)

### Tour d'Espagne
4 participations
- 2015 : 76e
- 2016 : 39e
- 2018 : 53e
- 2019 : 98e

## Classements mondiaux
| Année           | 2007 | 2008 | 2009 | 2010  | 2011 | 2012 | 2013 | 2014 | 2015 |
| --------------- | ---- | ---- | ---- | ----- | ---- | ---- | ---- | ---- | ---- |
| UCI World Tour  |      |      |      |       |      |      |      | nc   | nc   |
| UCI Europe Tour | 347e | 221e | 82e  | 1173e | 453e | 107e | 389e |      |      |